# Karin Kestner
Karin Kestner (* 4. Februar 1956 in Hofgeismar; † 4. Juni 2019) war eine deutsche Gebärdensprachdolmetscherin und Verlegerin. Sie engagierte sich vor allem für die Verbreitung der Deutschen Gebärdensprache und für die Rechte von gehörlosen Kindern und ihren Eltern. Für ihren Einsatz wurde ihr 2017 das Bundesverdienstkreuz verliehen.

## Leben
Kestner absolvierte zunächst eine Ausbildung zur Baustoff- und Bodenprüferin sowie zur Tiefbautechnikerin. Danach arbeitete sie einige Jahre in ihrem Beruf. Es schloss sich eine Familienphase an. Sie war verheiratet und hatte zwei Töchter. Sie starb am 4. Juni 2019 nach längerer schwerer Krankheit.

## Berufliches Wirken
Nachdem sie im Jahr 1992 den Kinofilm „Gottes vergessene Kinder“ gesehen hatte, besuchte sie einen Gebärdensprachkurs der Volkshochschule. Insbesondere durch Kontakte mit Gehörlosen im Gehörlosenzentrum erlernte sie die deutsche Gebärdensprache. In der Folge übernahm sie Aufträge als Gebärdensprachdolmetscherin.
Als sie feststellte, dass es nur ältere analoge Materialien zum Erlernen der Gebärdensprache gab, fasste sie den Entschluss, eine CD mit Gebärdensprach-Videos zu erstellen. Die Lern-CD „777 Gebärden“ entstand. In der Folge produzierte sie Lern-CDs für Kinder („Tommys Gebärdenwelt 1–3“) sowie weitere Lernmaterialien. Mit der DVD „Das große Wörterbuch der deutschen Gebärdensprache“ setzte sie einen Standard für das Erlernen der Deutschen Gebärdensprache.
Neben ihrer Tätigkeit als Gebärdensprach-Dolmetscherin setzte sie sich nachhaltig dafür ein, dass gehörlose Kinder Gebärdensprache lernen konnten und dass sie mit Unterstützung durch Dolmetscherinnen Regelschulen besuchen konnten. Wegen schlechter Lernerfolge gehörloser Kinder im lautsprachlichen Unterricht forderte sie nachdrücklich den Einsatz von Gebärdensprache. Sie setzte sich kritisch mit der Implantation von Cochlea-Implantaten auseinander. Sie initiierte die Gründung des Kultur- und Informationszentrums für Gehörlose (KIZ) in Kassel, der sich zu einem Mittelpunkt des kulturellen Lebens und der Bildung für Gehörlose und alle an der Gehörlosenkultur interessierte Menschen in der Region entwickelte.

## Wissenswertes
Ihr Markenzeichen waren leuchtend rot markierte Fingernägel. Damit waren ihre Gebärden für Lernende gut zu erkennen.

## Auszeichnungen
Am 7. Juni 2017 erhielt sie für ihre Verdienste das Bundesverdienstkreuz am Bande überreicht von Walter Lübcke.

## Bücher
- Fritsche, Olaf; Kestner, Karin: Diagnose hörgeschädigt. Was Eltern hörgeschädigter Kinder wissen sollten. 3., aktualisierte  Auflage. Kestner, Guxhagen 2006, ISBN 978-3-9810709-3-4.
- Kestner, Karin: Hausgebärdensprachkurs für hörgeschädigte Kinder. Konzept für Gebärdensprachdozenten mit Wissenswertem zur Selbstständigkeit. Verlag Karin Kestner, Schauenburg 2018, ISBN 978-3-945761-02-1.
- Kestner, Karin: Manuel und Mira. Ein multimediales Bilderbuch in Gebärdensprache; eine Geschichte über die Freundschaft zwischen einem Jungen und seiner Hündin. Kestner, Guxhagen 2002, ISBN 978-3-00-010254-7.

## Medien
- Kestner, Karin (2007): 777 Gebärden. Version 3.0. Guxhagen: Kestner ISBN 978-3-9810709-8-9
- Kestner, Karin (2017): Das große Lernprogramm der Deutschen Gebärdensprache. Schauenburg: Verlag Karin Kestner ISBN 978-3-945761-00-7
- Kestner, Karin (2017): Das große Wörterbuch der Deutschen Gebärdensprache. Version 3. Schauenburg: Verlag Karin Kestner ISBN 978-3-945761-01-4
- Kestner, Karin (2007): Tommys Gebärdenwelt 1. CD-ROM. Version 3.0. Guxhagen: Kestner ISBN 978-3-9810709-9-6 mit Gebärdensprachbuch
- Kestner, Karin (2008): Tommys Gebärdenwelt 2. Tommy und Tina. CD-ROM. Version 3.0. Guxhagen: Kestner ISBN 978-3-00-011562-2 mit Gebärdensprachbuch
- Kestner, Karin (2005): Tommys Gebärdenwelt 3. Mit Tommys erstem Lexikon. CD-ROM. Version 1.0. Guxhagen: Kestner ISBN 978-3-00-015929-9 mit Gebärdensprachbuch